# أرجنتا (إلينوي)
أرجنتا (بالإنجليزية: Argenta) هي منطقة سكنية تقع في الولايات المتحدة في إلينوي.

## الموقع الجغرافي
الموقع الجغرافي للمناطق المحيطة بهذه النقطة هو كالتالي: